# Pannota
Los pannotos (Pannota) son uno de los dos subórdenes en que se divide el orden Ephemeroptera.

## Taxonomía
El suborden PannotINOas contiene dos superfamilias y siete familias.
- Superfamilia Ephemerelloidea
  - Familia Ephemerellidae
  - Familia Leptohyphidae
  - Familia Tricorythidae
- Superfamilia Caenoidea
  - Familia Neoephemeridae
  - Familia Baetiscidae
  - Familia Caenidae
  - Familia Prosopistomatidae